# Hubertine Auclert
Hubertine Auclert (Allier, 1848 - Parijs, 1914) was een Franse feminist en kiesrechtstrijder. Zij heeft, naast haar oprichting van een vereniging voor vrouwenkiesrecht en feministisch blad, ook de term 'feminisme' internationale bekendheid gebracht.

## Jonge jaren
Marie Anne Hubertine Auclert werd 1848 geboren te Allier, Frankrijk. Ze was de vijfde van de zeven kinderen van Marie (née Chanudet) en Jean-Baptiste Auclert. Na de dood van haar vader  werd Auclert door haar moeder naar een Katholiek klooster gestuurd. Auclert verliet het klooster voor enige tijd op zestienjarige leeftijd om bij haar moeder te gaan wonen. In 1869 kon ze door haar deel van de erfenis het klooster voorgoed verlaten. Ze vertrok in 1873 naar Parijs waar Napoleon III inmiddels uit de macht gezet was en de Derde Franse Republiek tot stand gekomen was. Ze sloot zich aan bij de vele vrouwen die de Code Napoléon aanvochten in de hoop op een verbetering van hun rechtspositie. De vrouwen streden onder andere voor verbeteringen met betrekking tot onderwijs, economische onafhankelijkheid en voor de legalisatie van echtscheiding.

## Politiek activisme en feminisme
Geïnspireerd door figuren als Maria Deraismes en Léon Richer sloot Auclert zich aan bij de Franse vrouwenbeweging. Ze raakte betrokken bij Richers L'Avenir des femmes ('vrouwentoekomst'), maar brak hier uiteindelijk mee vanwege een meningsverschil over de wenselijkheid van vrouwenkiesrecht. In 1878 richtte Auclert de Société le droit des femmes ('vereniging voor vrouwenrechten') op. Deze vereniging steunde het vrouwenkiesrecht en veranderde in 1883 haar naam tot Société le suffrage des femmes ('vereniging voor vrouwenkiesrecht'). Met haar vereniging gaf Auclert het startschot voor de vrouwenkiesrechtstrijd in Frankrijk.
Net als veel tijdgenoten in de vrouwenbeweging, en beïnvloed door haar eigen ervaringen in het klooster, zette Auclert zich af tegen de kerk. Hoewel haar tijdgenoten zich grotendeels richtten op het veranderen van wetten, bepleitte Auclert ook de toelating van vrouwen tot openbare functies. Ze was van mening dat de ongelijkheid in de wetgeving er nooit had kunnen komen als vrouwen inspraak hadden gehad.
In 1878 vond een Internationaal congres omtrent vrouwenrechten plaats te Parijs, maar tot Auclerts teleurstelling werd het vrouwenkiesrecht hier niet onderschreven. Vanaf 1880 begon Auclert een demonstratiecampagne waarin ze uitdroeg dat vrouwen, gezien hun gebrek aan representatie, ook geen belasting dienden te betalen. Ze werd hierin vertegenwoordigd door advocaat en rechter Antonin Lévrier. Zij trouwde met Lévrier in 1888.
Op 13 februari 1881 publiceerde ze voor het eerst haar maandblad La Citoyenne ('De Burgeres'). Het blad, waarin het vrouwenkiesrecht centraal stond, werd gesteund door journalist Séverine, hoewel veel gematigden er niets van wilden weten. Ook schreef de adellijke kunstschilderes Marie Bashkirtseff verschillende artikelen voor het blad. Tevens introduceerde Auclert via dit blad de term ‘feminisme’ aan een groter, en Engelstalig, publiek in de jaren 1890.
In 1884 legaliseerde de Franse overheid echtscheiding. Volgens Auclert was de gewenste wettelijke gelijkheid echter nog niet behaald omdat gehuwde vrouwen nog steeds hun loon dienden af te staan. Auclert bepleitte daarom een huwelijkscontract waarin eigendomsrechten gescheiden bleven.

## Algerije en feminisme
In 1888 verhuisde Auclert met haar man naar Algerije waar ze uiteindelijk gedurende vier jaar, tot Lévriers dood, zou verblijven. Aldaar vervaardigde ze verschillende beschrijvingen omtrent de positie van de Algerijnse vrouw. Tevens kaartte ze het racisme en de onderdrukking door de Fransen aan. Ook streed ze voor verbeteringen van de rechtspositie van de Algerijnse vrouw. Hoewel het imperiale denken van die tijd haar perspectief op de islam beïnvloedde, besteedde Auclert veel aandacht aan de negatieve invloed van het Franse kolonialisme op de positie van de Algerijnse vrouw. Auclert publiceerde verschillende werken over de positie van de Algerijnse vrouw in Le Radical Algérien, La Citoyenne en in de Algerijnse pers. In Algerije werden haar werken door de Fransen echter ook, buiten haar wensen om, gebruikt om kolonialisme te rechtvaardigen.
Haar werken omtrent Algerije en de Algerijnse vrouw worden door historica Julia Clancy-Smith bekritiseerd in Islam, Gender, and Identities in the Making of French Algeria.

## Latere leven en nalatenschap
In 1892 keerde Auclert terug naar Parijs. Hoewel ze La Citoyenne niet meer kon financieren, schreef ze nog wel columns voor Le Radical. Kort na de eeuwwisseling werd de vrouwenkiesrechtstrijd door steeds meer gematigde feministen ondersteund en werd het gedachtegoed wat Auclert al decennia uitdroeg breder geaccepteerd. 
In 1908 vernielde Auclert als protestdaad nog een stembus van de gemeenteraadsverkiezing. 
Ze stierf in 1914 te Parijs. Haar gebruik van ‘feminisme’ heeft deze term internationale bekendheid gegeven en kan als een van haar grootste verdiensten worden beschouwd.